# Drežnik, Črnomelj
Dréžnik je naselje v Sloveniji.

## Geografija
Povprečna nadmorska višina naselja je 175 m.
Pomembnejša bližnja naselja so: Stara Lipa (2 km), Vinica (6 km) in Črnomelj (14 km).